# Stanley Roberts
Stanley Corvet Roberts (Hopkins, Carolina del Sur, 7 de febrero de 1970) es un exjugador de baloncesto estadounidense que disputó 8 temporadas en la NBA, en 5 equipos diferentes, además de jugar en España, Grecia, Turquía y Puerto Rico. Con 2,13 metros de estatura, jugaba en la posición de pívot.

## Trayectoria deportiva

### High School
Roberts asistió al Lower Richland High School en Hopkins, donde lideró a su equipo a dos campeonatos estatales consecutivos, y fue incluido en el primer equipo del All-American en su año sénior. Fue considerado uno de los 5 jugadores más prometedores del país, y participó en los Dapper Dan y McDonald's All-Star Games. 

### Universidad
Tras dejar el instituto, Roberts ingresó en la Universidad Estatal de Luisiana, compartiendo equipo con Shaquille O'Neal y Chris Jackson. No pudo jugar en su primera temporada en los Tigers por sus malas notas, y en su segunda y única campaña, promedió 14,1 puntos, 9,8 rebotes, 1,3 asistencias y 26,8 minutos en 32 partidos. Debido a sus problemas académicos, abandonó la universidad y se marchó a jugar de manera profesional al Real Madrid de la Liga ACB en la temporada 1990-91.

### Profesional

#### España
En su única temporada, Roberts lideró al Real Madrid a la final de la Copa Korac, en la que fueron derrotados por el Pallacanestro Cantú. Durante la temporada sus promedios fueron de 11,7 puntos y 8,7 rebotes, con un 60,1% en tiros de campo. Tras rechazar varias ofertas de equipos punteros de Europa, Roberts tenía puesto sus objetivos en la NBA.

#### NBA
Fue seleccionado en la 23.ª posición del Draft de 1991 por Orlando Magic. Roberts jugó como titular en 34 de los 55 partidos en los que apareció, y fue incluido en el segundo mejor quinteto de rookies tras promediar 10,4 puntos y 6,1 rebotes por encuentro. En el Draft de 1992, los Magic seleccionaron a Shaquille O'Neal, por lo que la pareja Shaq-Roberts se volvía a juntar tras coincidir en la universidad. Roberts era agente libre y el jugador quería explorar el mercado, con Dallas Mavericks muy interesados en contar con sus servicios. Orlando le renovó, ya que no quería desprenderse de él sin sacar algo a cambio, e inmediatamente le traspasó a Los Angeles Clippers en un intercambio a tres bandas.
En los Clippers militó 4 temporadas, la mayor parte de ellas lastrado por las lesiones. Su primer año en Los Ángeles fue notable, firmando 11,3 puntos y 6,2 rebotes en 77 partidos, pero en la siguiente temporada solamente apareció en 14 encuentros por culpa de una rotura en el tendón de Aquiles de su pie derecho. Tras pasar la temporada 1994-95 en blanco, regresó en la 1995-96, jugando 51 partidos y promediando 7 puntos. El 26 de junio de 1997 fue traspasado a Minnesota Timberwolves a cambio de Stojko Vrankovic, donde militó una temporada rindiendo a un gran nivel, con 6,2 puntos y 4,9 rebotes en 74 encuentros. 
Sus dos últimos años en la liga los pasó en Houston Rockets y Philadelphia 76ers, con los que jugó 11 partidos en total.

#### Sanción y últimos equipos
En noviembre de 1999, la NBA expulsó a Roberts por consumo de éxtasis. Previamente jugó en el Aris Salónica BC riego. Una vez finalizada su sanción, Toronto Raptors fichó al jugador, aunque no llegó a debutar con el equipo. Firmó con el Efes Pilsen turco, y tras pasar por San Diego Wildfire de la ABA 2000, su último equipo fue el Gallitos de Isabela de Puerto Rico.

## Estadísticas de su carrera en la NBA

### Temporada regular
| Temp.   | Edad | Equipo        | Liga | P   | TIT | MIN  | TC  | TCA | %TC  | 3P  | 3PA | %3P  | TL  | TLA | %TL  | R.OF. | R.DEF. | REB | ASIS | ROB | TAP | PER | FP  | PTS  |
| 1991-92 | 21   | Orlando       | NBA  | 55  | 34  | 20.3 | 4.3 | 8.1 | .529 | 0.0 | 0.0 | .000 | 1.8 | 3.6 | .515 | 2.1   | 4.1    | 6.1 | 0.7  | 0.4 | 1.5 | 1.4 | 4.0 | 10.4 |
| 1992-93 | 22   | L.A. Clippers | NBA  | 77  | 76  | 23.6 | 4.9 | 9.2 | .527 | 0.0 | 0.0 |      | 1.6 | 3.2 | .488 | 2.4   | 3.9    | 6.2 | 0.8  | 0.4 | 1.8 | 1.6 | 4.3 | 11.3 |
| 1993-94 | 23   | L.A. Clippers | NBA  | 14  | 14  | 25.0 | 3.1 | 7.1 | .430 | 0.0 | 0.0 |      | 1.3 | 3.1 | .409 | 1.9   | 4.7    | 6.6 | 0.8  | 0.4 | 1.8 | 1.7 | 3.9 | 7.4  |
| 1995-96 | 25   | L.A. Clippers | NBA  | 51  | 7   | 15.6 | 2.8 | 6.0 | .464 | 0.0 | 0.0 |      | 1.5 | 2.6 | .556 | 0.8   | 2.4    | 3.2 | 0.8  | 0.3 | 0.8 | 0.9 | 3.0 | 7.0  |
| 1996-97 | 26   | L.A. Clippers | NBA  | 18  | 2   | 21.0 | 3.5 | 8.2 | .426 | 0.0 | 0.0 |      | 2.5 | 3.6 | .703 | 1.3   | 3.7    | 5.1 | 0.5  | 0.4 | 1.3 | 1.3 | 3.2 | 9.5  |
| 1997-98 | 27   | Minnesota     | NBA  | 74  | 44  | 17.9 | 2.6 | 5.2 | .495 | 0.0 | 0.0 |      | 1.0 | 2.1 | .481 | 1.5   | 3.4    | 4.9 | 0.4  | 0.3 | 1.0 | 0.9 | 3.1 | 6.2  |
| 1998-99 | 28   | Houston       | NBA  | 6   | 0   | 5.5  | 0.8 | 2.2 | .385 | 0.0 | 0.0 |      | 0.7 | 1.3 | .500 | 0.7   | 1.2    | 1.8 | 0.0  | 0.0 | 0.2 | 0.7 | 0.3 | 2.3  |
| 1999-00 | 29   | Philadelphia  | NBA  | 5   | 1   | 10.2 | 1.0 | 3.2 | .313 | 0.0 | 0.2 | .000 | 0.0 | 0.6 | .000 | 1.2   | 1.8    | 3.0 | 0.6  | 0.2 | 0.2 | 0.4 | 3.0 | 2.0  |
| Carrera |      |               | NBA  | 300 | 178 | 19.6 | 3.5 | 7.1 | .499 | 0.0 | 0.0 | .000 | 1.5 | 2.8 | .514 | 1.7   | 3.5    | 5.2 | 0.6  | 0.4 | 1.3 | 1.2 | 3.5 | 8.5  |

### Playoffs
| Temp.   | Edad | Equipo        | Liga | P | MIN | TCA | TC | 3PA | 3P | TLA | TL | R.OF. | REB | ASIS | ROB | TAP | PER | FP | PTS | %TC  | %3P  | %FT  | MIN  | PTS  | REB | AST |
| 1992-93 | 22   | L.A. Clippers | NBA  | 5 | 149 | 26  | 50 | 0   | 1  | 5   | 18 | 17    | 41  | 1    | 3   | 3   | 10  | 24 | 57  | .520 | .000 | .278 | 29.8 | 11.4 | 8.2 | 0.2 |
| 1997-98 | 27   | Minnesota     | NBA  | 1 | 8   | 0   | 1  | 0   | 0  | 1   | 2  | 1     | 2   | 0    | 0   | 0   | 1   | 0  | 1   | .000 |      | .500 | 8.0  | 1.0  | 2.0 | 0.0 |
| 1998-99 | 28   | Houston       | NBA  | 3 | 20  | 0   | 6  | 0   | 0  | 1   | 2  | 0     | 3   | 0    | 0   | 4   | 0   | 5  | 1   | .000 |      | .500 | 6.7  | 0.3  | 1.0 | 0.0 |
| Carrera |      |               | NBA  | 9 | 177 | 26  | 57 | 0   | 1  | 7   | 22 | 18    | 46  | 1    | 3   | 7   | 11  | 29 | 59  | .456 | .000 | .318 | 19.7 | 6.6  | 5.1 | 0.1 |